# Zemstvo

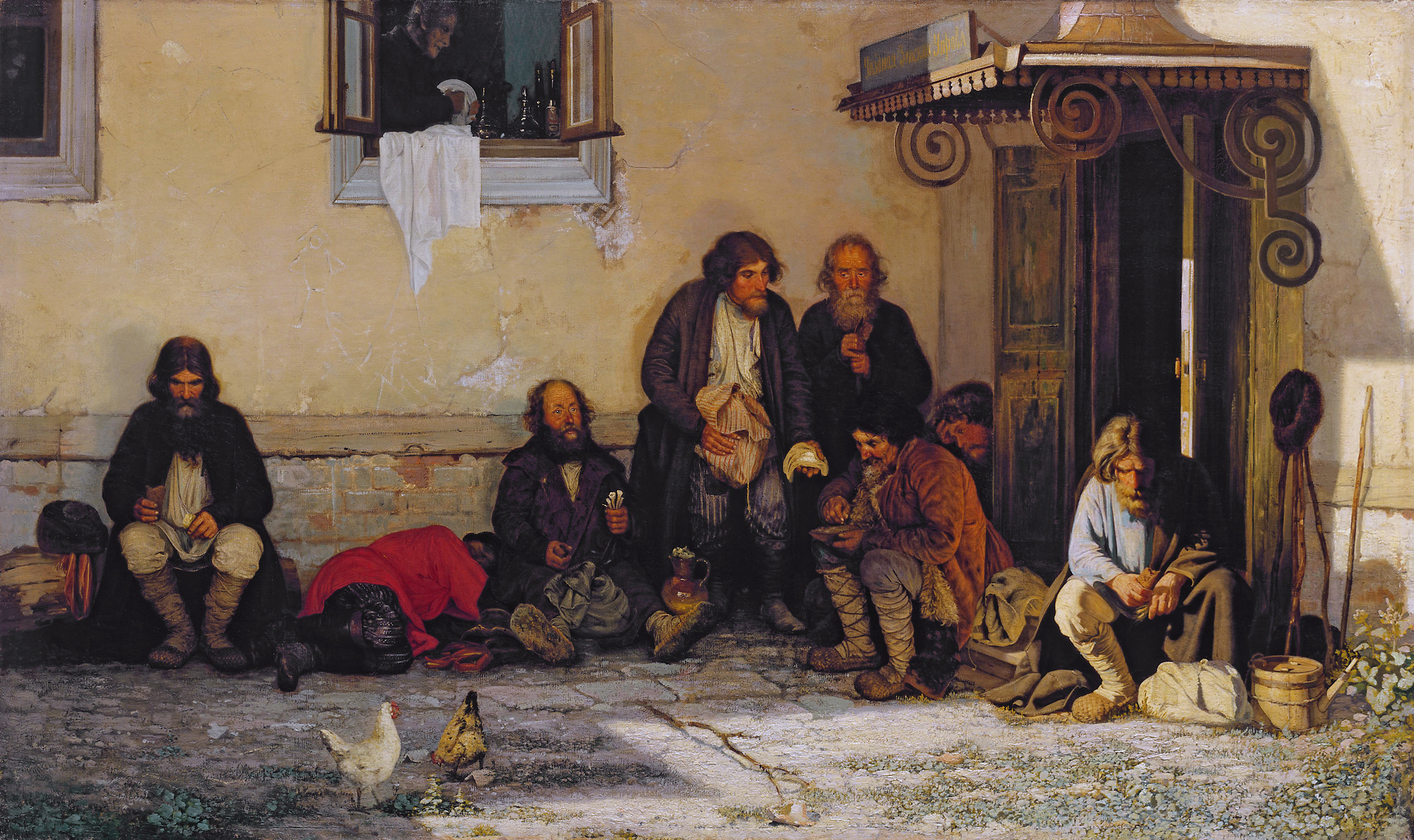
Zemstvo almorzando, obra de Grigori Myasoiédov. 1872.

El zemstvo (en ruso: земство; en plural, земства, zemstva) fue una forma de gobierno local instituido durante las grandes reformas liberales realizadas en el Imperio ruso por el zar Alejandro II de Rusia. La idea de este sistema fue desarrollada por Nikolái Miliutin. Las primeras leyes sobre los zemstvos se promulgaron en 1864. Tras la Revolución de octubre de 1917 el sistema de zemstvos fue abolido y sustituido por el de soviets o consejos obreros provinciales.
El sistema de autogobierno del Imperio ruso estaba formado en su nivel más bajo por el mir y los vólosts, y en un nivel inmediatamente superior por las 34 Gubérniyas de la vieja Rusia, los distritos electorales y las asambleas provinciales. 
Estos organismos, uno para cada distrito y otro para cada provincia o gobernación, fueron creados por Alejandro II en 1864. Consistían en un consejo representativo (zémskoye sobranye) y una junta ejecutiva (zémskaya uprava) nombrada por el consejo. La junta se hallaba conformada por cinco clases de miembros:
- Grandes terratenientes (propietarios de 590 acres o más), quienes participaban presencialmente.
- Delegados de los pequeños terratenientes, incluyendo eclesiásticos en cuanto propietarios.
- Representantes de la clase acomodada.
- Representantes de las clases urbanas menos pudientes.
- Representantes de los campesinos, elegidos por los vólosts.

A los nobles se le concedió más peso en los votos para el zemstvo, evidenciado por el hecho de que el 74 % de los miembros del zemstvo eran nobles, mientras que sólo representaban al 1,3 % de la población. Incluso así, el zemstvo permitió a la mayor parte de la población manifestar la forma que ellos querían vivir una pequeña parte de sus vidas. 
Las reglas de las elecciones de gobierno al zemstvo se tomaron como modelo para la ley electoral de 1906 y son suficientemente indicados por la atención que se le presta a ésta posteriormente. El zemstvo dio originalmente muchos poderes en relación con la incidencia de los impuestos y cuestiones tales como la educación, atención médica, bienestar público, suministro de comida y mantenimiento de carreteras en sus localidades. Se encontraron con la oposición de los radicales, como el Partido Social-Revolucionario, la intelligentsia y los nihilistas que querían más reformas. Estos poderes fueron, sin embargo, severamente restringidos por el zar Alejandro III (ley del 12/25 de junio de 1890), en la que el zemstvo fue absolutamente subordinado a los gobernadores, cuyo consentimiento era necesario para la validación de todas sus decisiones y que recibieron poderes drásticos de disciplina sobre los miembros. No fue hasta 1905 cuando el zemstvo recuperó, al menos de facto, algunas de sus iniciativas independientes.

## Filatelia
Entre los servicios a cargo de cada zemstvo, también estaba el del correo local o rural que se utiliza propios sellos postales.